# Manoir d'Anzan
Le manoir d'Anzan est un manoir situé à Noizay (Indre-et-Loire) et inscrit aux monuments historiques le 4 novembre 1982.